# Camilla Dalby
Camilla Dalby Christensen (født 15. maj 1988 i Randers) er en tidligere dansk landsholdspiller i håndbold. Hun er venstrehåndet og spillede på højre back position. Hun stoppede karrieren i 2019.

## Spillerkarriere
Dalby indledte sin håndboldkarriere i Spentrup IF. Derefter spillede hun i Randers Freja og fra 2010 i Randers HK. I sin debutkamp for Randers HK i en tv-transmitteret ligakamp mod Slagelse DT scorede hun efter få sekunder på den norske landsholds målvogter Cecilie Leganger, og hun scorede i de to efterfølgende kampe mod Team Tvis Holstebro og Horsens HK henholdsvis seks og syv mål.
Hun fik debut for U-landsholdet 1. december 2006 og spillede 30 kampe med scorede 126 mål. Hun var 2007 med til at vinde U20-EM i Tyrkiet og året efter U20- VM sølv, hvor hun blev turneringens topscorer med 65 mål. Hun fik debut på A-landsholdet 17. oktober 2007. Hun var med til at sikre landsholdet en femteplads ved VM 2009 i Kina. Sit egentlige gennembrud på landsholdet fik hun til VM i Kina mod Frankrig, hvor hun scorede otte mål. Ved World Cup 2010, blev hun valgt til turneringens allstar-hold på højre back positionen som den eneste dansker.[kilde mangler]
Med sin klub Randers HK sikrede hun sig i sæsonen 2009 DM sølv og vandt EHF Cupen i 2010. I 2012 vandt hun det danske mesterskab med Randers.
I 2013 tog hun til Montenigrinske ZRK Buducnost, hvor hun var med til at vinde EHF Champions League i 2015. Sæsonen efter vendte hun hjem til Randers HK. I 2013 var hun med til at vinde bronze medaljer ved VM. Det var første gang Danmark vandt medaljer i ni år. Danmark slog Polen i bronzekampen 30-26.
I 2018 missede hun en stor del af sæsonen, da hun var gravid. Hun vendte tilbage i 2019, men kunne aldrig rigtig finde formen igen og havde svært ved at indstille sig på træneren, Niels Agesens, taktik. Hun indstillede derfor karrieren i 2019, på trods af at hun havde kontrakt indtil 2021.
Efter håndboldkarrieren har hun arbejdet som fysioteraupeut.